# Kalamtogo
Kalamtogo est une localité située dans le département de Lâ-Todin de la province du Passoré dans la région Nord au Burkina Faso.

## Géographie
Kalamtogo se trouve à 7 km au sud-ouest du centre de Lâ-Todin, le chef-lieu du département, et à 32 km au sud-ouest de Yako, le chef-lieu de la province.

## Santé et éducation
Kalamtogo accueille un centre de santé et de promotion sociale (CSPS) tandis que le centre médical avec antenne chirurgicale (CMA) de la province se trouve à Yako.